# ۴۸۴ (میلادی)
۴۸۴ (میلادی) چهارصد و هشتاد و سومین سال تقویم میلادی است.

## رویدادها
- هپتالیان به ایران حمله می‌کند و پیروز یکم، شاهنشاه ساسانی در نبرد با آنها کشته می‌شود. با مرگ او برادرش بلاش به پادشاهی می‌رسد.
- هونریک، پادشاه وندال‌ها می‌میرد و برادرزاده‌اش گونتاموند جانشین او می‌شود.

## درگذشتگان
- ۲۳ دسامبر - هونریک، پادشاه وندال‌ها و آلان‌ها
- پیروز یکم، شاهنشاه ساسانی

‎